# インフィニティ・J
J（Infiniti J）は、日産自動車が展開する高級車ブランド「インフィニティ」でかつて販売されていたセダン。日産・レパードJ.フェリーの姉妹車である。

## 概要
1992年4月7日にM30の後継として発売された、G20とQ45の中間クラスに位置するセダン。先代のM30はクーペであったため、インフィニティでは初めてのMクラスセダンとなった。デザインは日産デザインインターナショナル（現: 日産デザインアメリカ サンディエゴ）の代表ジェリー・ヒルシュベルクが担当した。本来はインフィニティ専用車となる予定であったが、3代目レパードの開発中止を受け、日本においても日産ブランドから「レパードJ.フェリー」（通算3代目）として発売された（日本市場は1992年6月1日より発売）。生産は日産自動車栃木工場。
Q45との競合を避けるため、レパードJ.フェリーとは異なりV型8気筒エンジンはラインアップされず、V型6気筒3.0LのVG30DE型エンジンのみを搭載した。このエンジンは日本国内仕様のレパードJ.フェリーに搭載されるものと同型式であるが、エンジンのインマニ形状などが異なるフェアレディZ系の仕様であり、最高出力も210psと日本国内仕様よりも少し高くなっている。
ベースはY32型セドリック / グロリアだが、内外装共に手が入れられている。外装はレパードJ.フェリーとほぼ変わらないが、フロントフェイスはレパードJ.フェリーがメッキグリル + 異型2灯式ヘッドランプであるのに対し、J30はブラックアウトグリル + 4灯プロジェクターヘッドランプとなっている。また、ツーリングモデルである「J30t」も設定され、リアスポイラーやBBS製ホイール、HICASが装備された。
大規模な変更はなかったものの、1994年にはシートヒーターが改良され、1995年には新たにOBD2が搭載された。
1997年6月18日に生産を終了し、I30が後継となった。